# Подкорельская
Подкорельская — деревня в Плесецком районе Архангельской области.

## География
Находится в западной части Архангельской области на расстоянии приблизительно 68 км на юго-запад по прямой от административного центра района поселка Плесецк на левом берегу реки Онега.

## История
В 1873 году здесь (деревня Пудожского уезда Олонецкой губернии было учтено 40 дворов, в 1905 — 49. До 2021 года входила в Конёвское сельское поселение до его упразднения.

## Население
Численность населения: 202 человека (1873 год), 272 (1905), 11 (русские 91 %) в 2002 году, 7 в 2010.

## Достопримечательности
Деревянная часовня во имя Сошествия Святого Духа.